# Râul Voinicești
Râul Voinicești este un curs de apă, afluent al râului Oltișor. 